# Ледерер, Гуго
Гуго Ледерер (нем. Hugo Lederer; * 16 ноября 1871 г. Зноймо, Австро-Венгрия; † 1 августа 1940 г. Берлин) — немецкий выдающийся скульптор и медальер конца ХIХ — начала XX века. Жил и работал в Берлине.

## Жизнь и творчество
Родился в семье столяра. После окончания ремесленного училища как гончар получил место в ремесленной мастерской Адальберта Дойчмана в Эрфурте. Университетского образования в области искусства Ледерер не получил. В 1890 году Ледерер приехал в Дрезден и начал работать в мастерской скульптора Иоганнеса Шиллинга. Через 4 года Христиан Беренс пригласил его в Бреслау, однако уже в том же году Ледерер уехал в Берлин. В германской столице молодой человек с 1895 года вёл жизнь свободного художника. За представленный макет памятника Отто фон Бисмарку на конкурсе, объявленном в Дюссельдорфе в 1896 году, Ледерер занял третье место. В 1897 году участвовал со многими своими работами на Большой Берлинской художественной выставке.
В 1898 году Ледерер получил свой первый официальный заказ на скульптурную группу от города Крефельда — так называемую «Группу Гениев» (нем. Genius-Gruppe). До 1924 года скульптор жил и работал в берлинском районе Тиргартен, где находятся и скульптурное ателье Кете Кольвиц и Августа Гаула (с 1912 года). В 1900 году он создал памятник Бисмарку для Вупперталя. В 1901 году участвовал в конкуре на создание художественного фонтана для университетской площади в Бреслау. Его работа под девизом «Юности — храбрость, старикам — мудрость» заняла второе место и дотировалась суммой в 600 рейхсмарок. В 1903 году на Большой Берлинской художественной выставке жюри присудило Ледереру малую золотую медаль. В 1905 он вместе с другими скульпторами создал «Мастерские кладбищенского искусства». В 1907 году получил заказ от мюнстерского Земельного музея провинции Вестфалия на конную статую св. Георгия в натуральную величину, поражающего Змея. В 1902 году Ледерер выиграл конкурс на создание гигантского памятника Бисмарку в Гамбурге, с премией в 10 тысяч рейхсмарок.
В 1910 году Ледерер стал четвёртым на объяывленном в Буэнос-Айресе конкурсе по возведению монументального фонтана. В 1927 году он продал этот памятник под названием «Источник плодородия» городу Берлину (уставновлен в 1934 году). Во время Первой мировой войны скульптор был вызван фельдмаршалом фон Гинденбургом на Восточный фронт, в Каунас (тогда — Ковно), и находится при штабе с группой других художников. В 1919 году Ледерер был избран в сенат Прусской академии художеств и стал, после отставки Луиса Туальона, руководителем одной из государственных скульптурных мастерских. В 1923 году Гуго Ледерер, вместе с Альбертом Эйнштейном, Максом Либерманом и Феликсом Кляйном, награждён орденом Pour le Mérite за заслуги в области искусства. В 1925 году он становится почётным членом мюнхенской Академии изящных искусств, а также Академии художеств Чехословакии. По заказам из Чехословакии скульптор в 1922—1933 годы выполнил многочисленные скульптурные композиции — для металлургических заводов Брно, для города Усти-над-Лабем, памятник Гёте в Теплице и других.
Во время возведения в 1926—1928 годы Берлинского Спорт-форума многие произведения Ледерера, посвящённые спортивным упражнениям, были установлены на берлинских улицах (Борец-победитель, 1908, Стрелок из лука, 1916-21, Диана 1916, Победитель, 1927 и другие). В годы национал-социалистского режима Г.Ледерер, несмотря на своё членство в НСДАП (после принятия 7 апреля 1933 года закона об обязательном членстве в партии для чиновничества), у властей страны популярностью не пользовался. В августе 1933 года по решению гамбургского сената в этом городе была убрана скульптура Гейне работы Ледерера. В 1934 году, на весенней выставке в Берлинской академии ещё были представлены пять его произведений (в том числе бюст профессора Макса Планка, «группа футболистов» и модель «бегун эстафеты»). На выставке же 1936 года были представлены лишь две его ранние работы — бюст Штрауса и «Фехтовальщик» (1902). Возможно, такое отношение к нему со стороны властей было вызвано тем, что перед Первой мировой войной и во время Веймарской республики работы Ледерера охотно покупали состоятельные еврейские коллекционеры. Во второй половине 1930-х годов скульптор остался практически без заказов и бедствовал материально. У нацистской верхушки в это время приоритетными были такие мастера, как Йозеф Торак, Курт Шмидт-Эмен, Константин Штарк и Эрнст Андревс Раух. Последний памятник, созданный Ледерером, был им выполнен по заказу семейства Крупп в 1936 году («Аллегория труда»). После 1933 года Г.Ледерер по болезни практически не участвовал в заседаниях сената берлинской Академии. В 1937 году он был отправлен на пенсию по возрасту. В последние годы жизни тяжело болел (прогрессирующий паралич и др.).
Гуго Ледерер был женат, имел трёх детей.

## Галерея

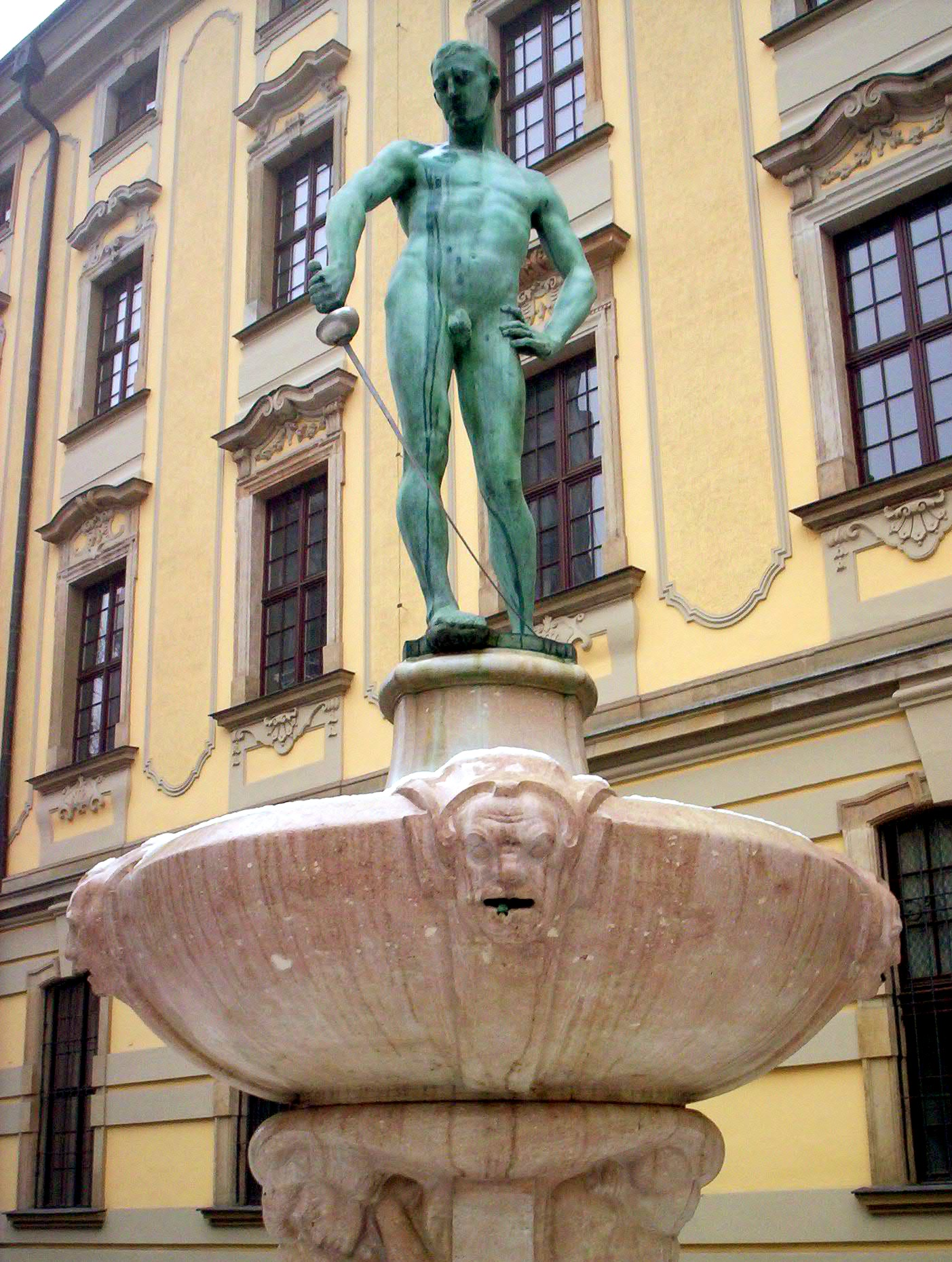
Фонтан в Бреслау (1901-1904)
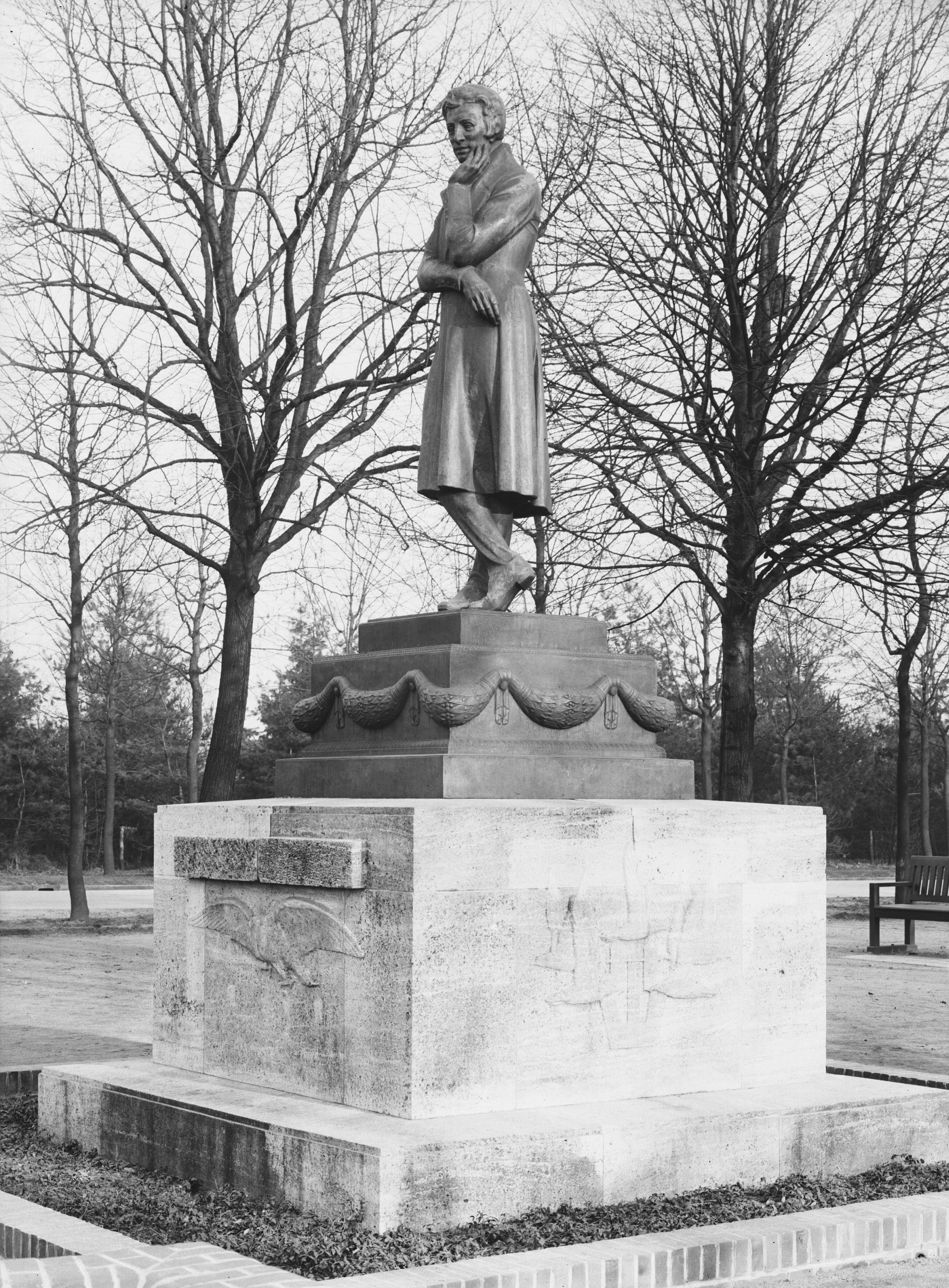
Памятник Генриху Гейне (1926)
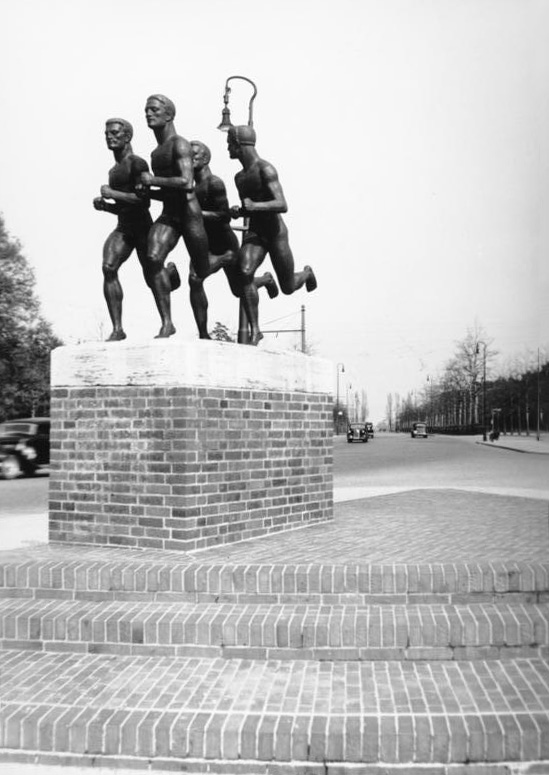
«Бегуны». Берлин, 1928
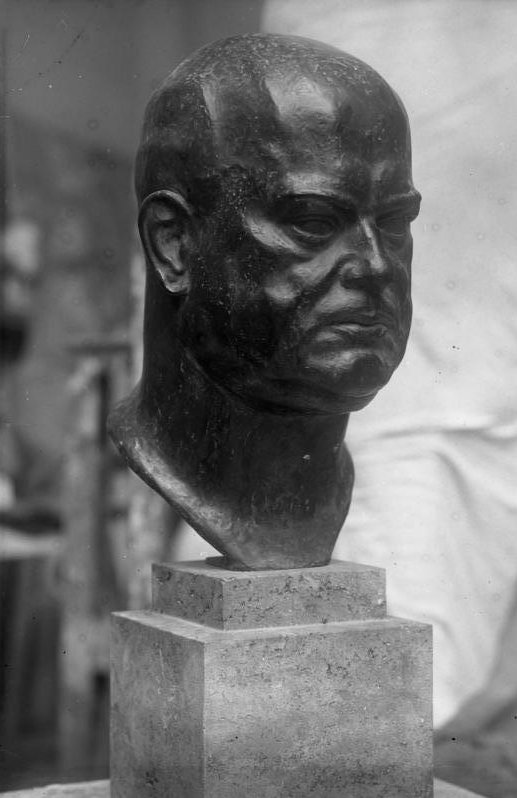
Бюст Густава Штреземана
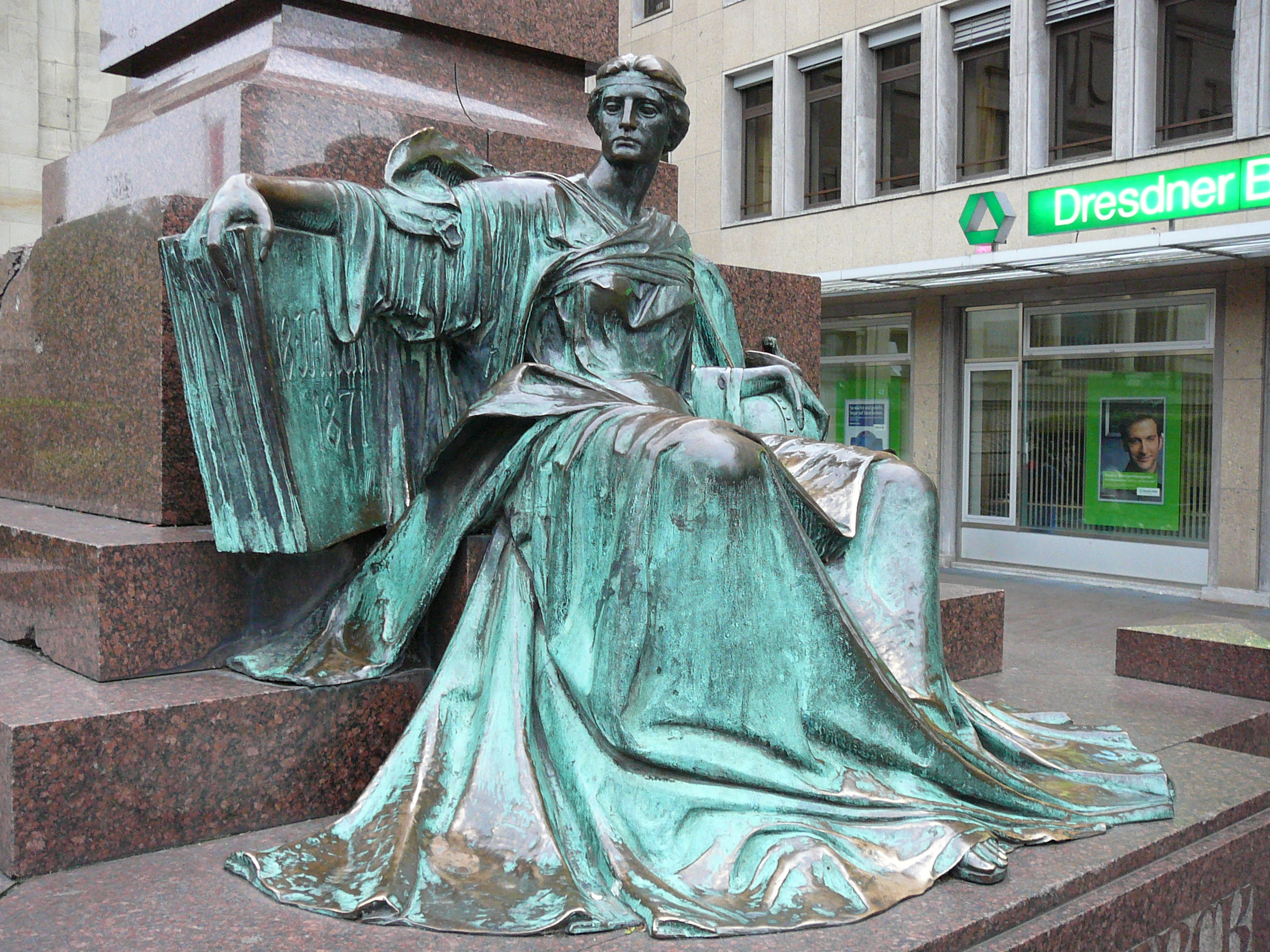
«Клио», Вупперталь
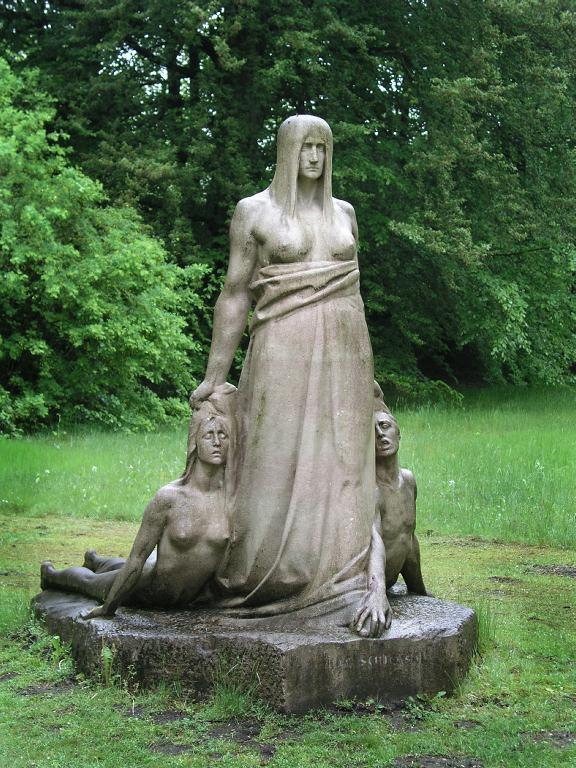
«Судьба» (1905)
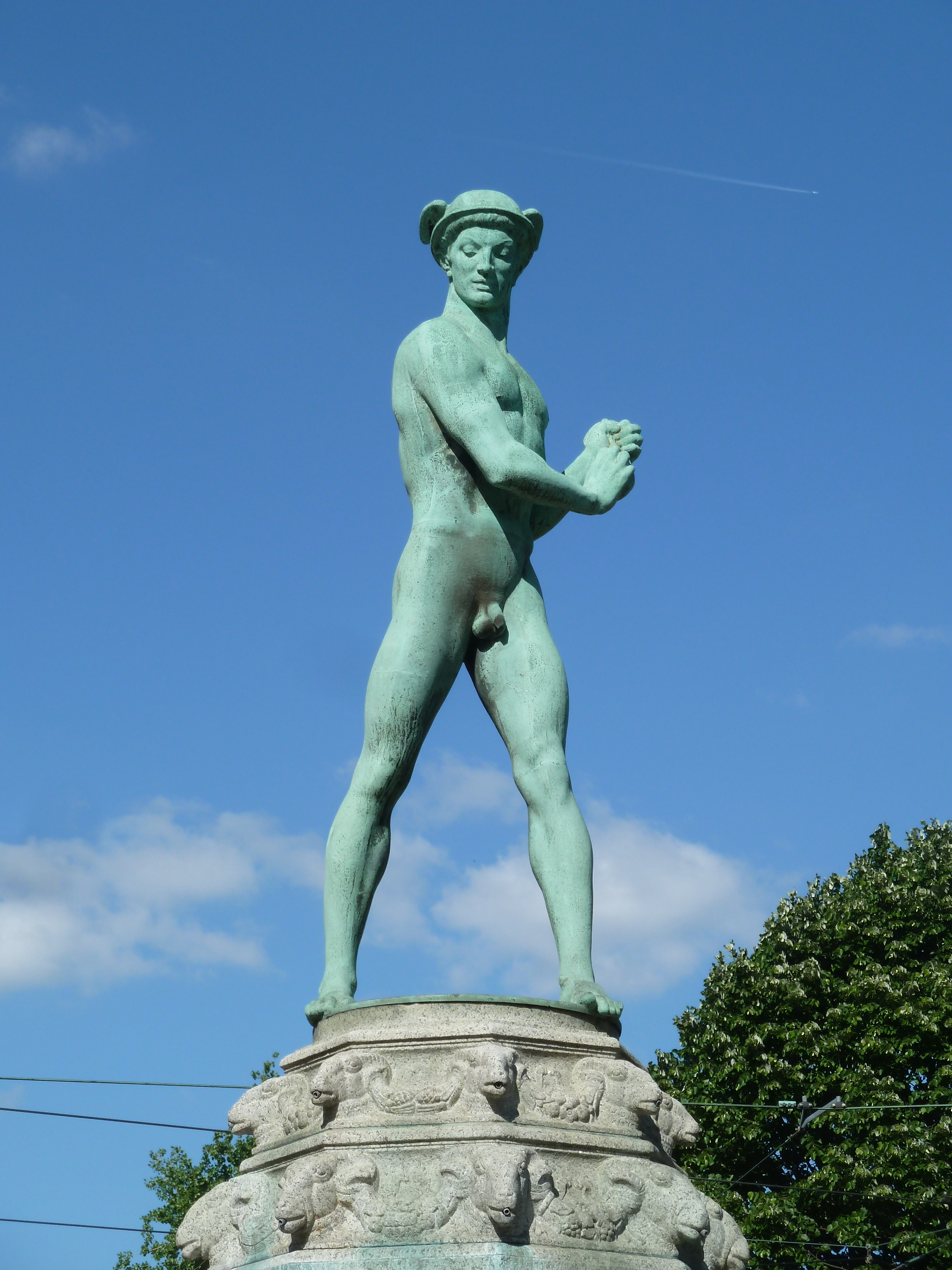
Источник Меркурия
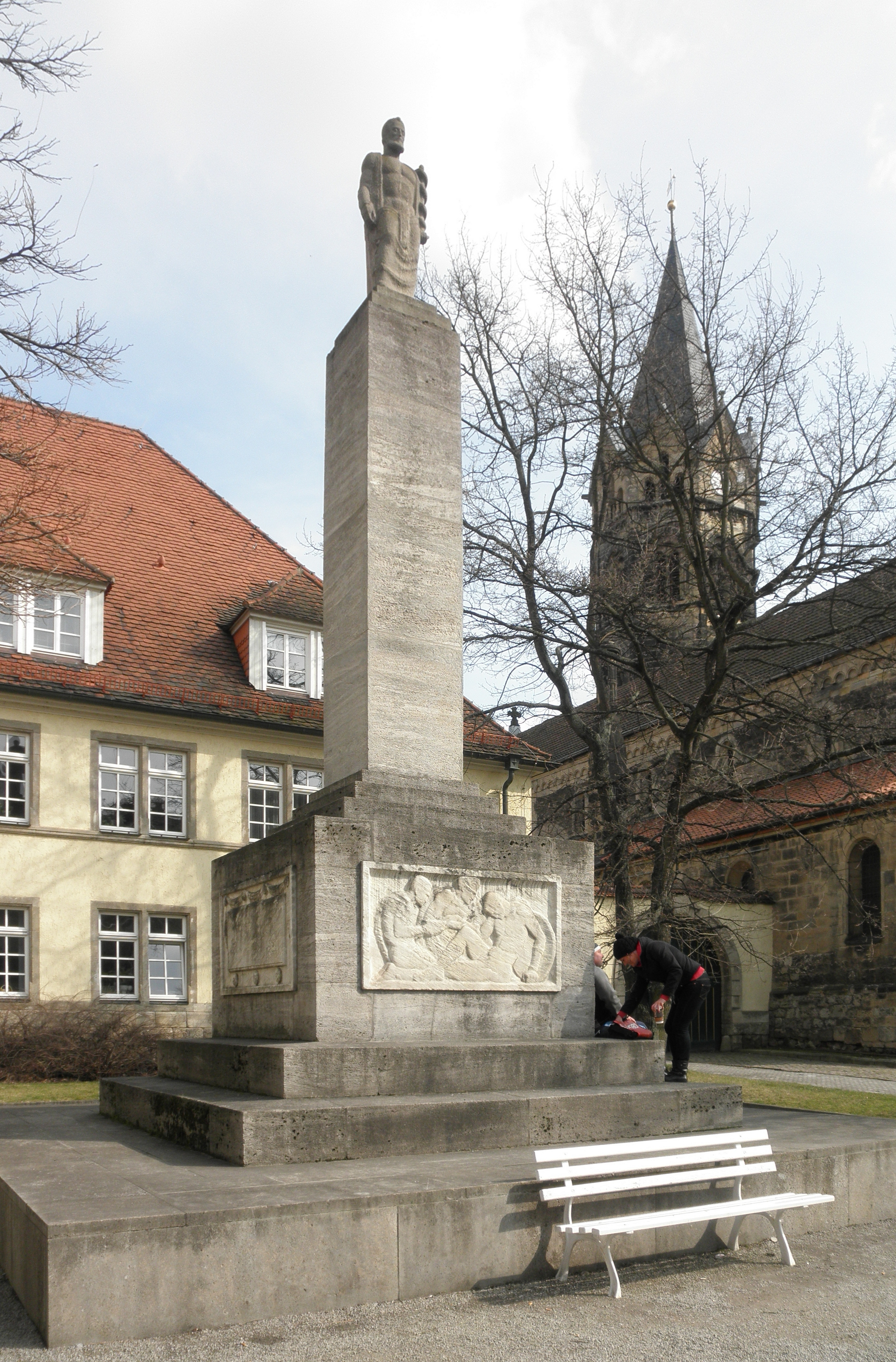
Памятник военным врачам, павшим в Первую мировую войну. Эйзенах (1926)
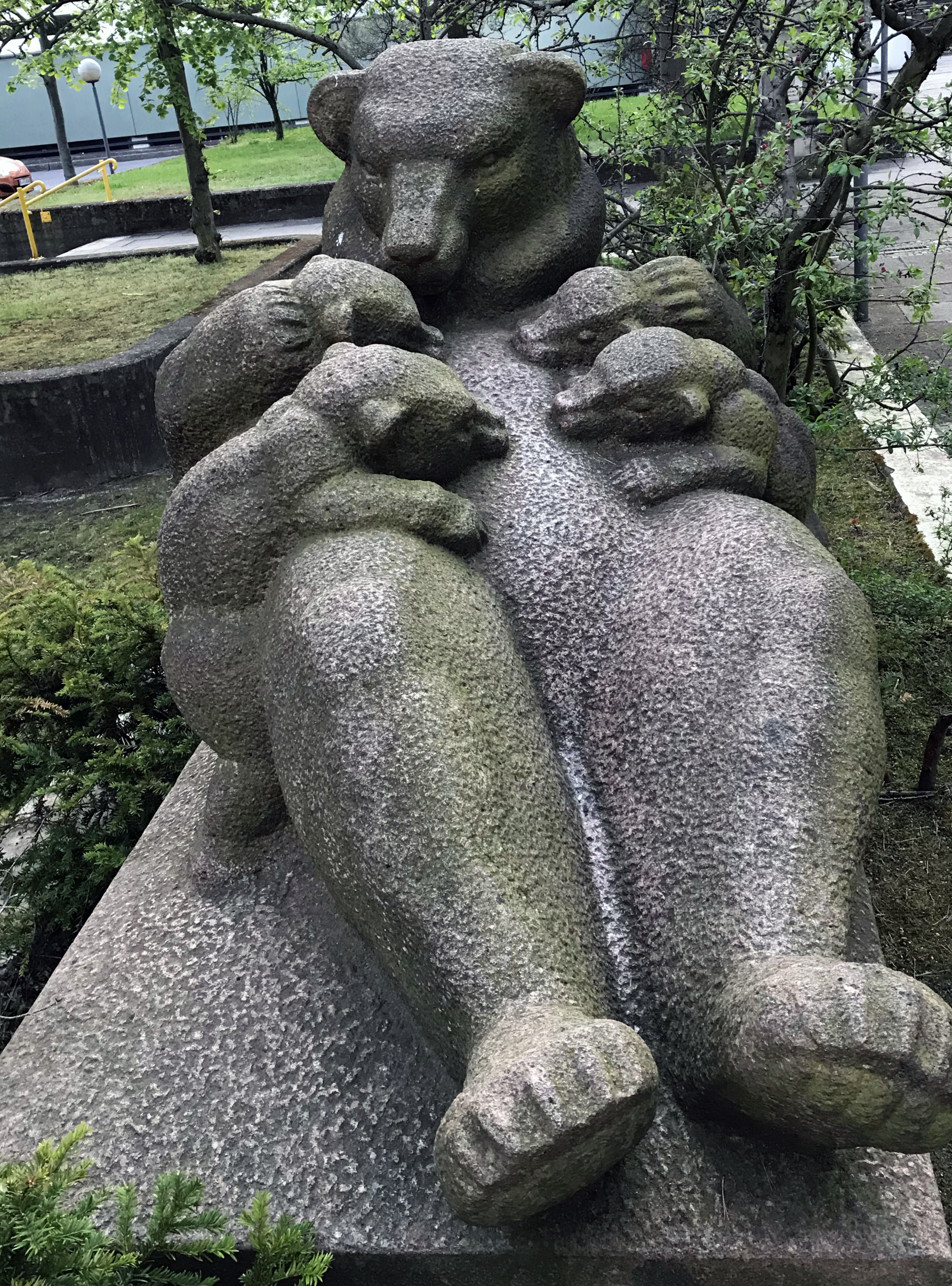
«Медведи». Берлин (1928)
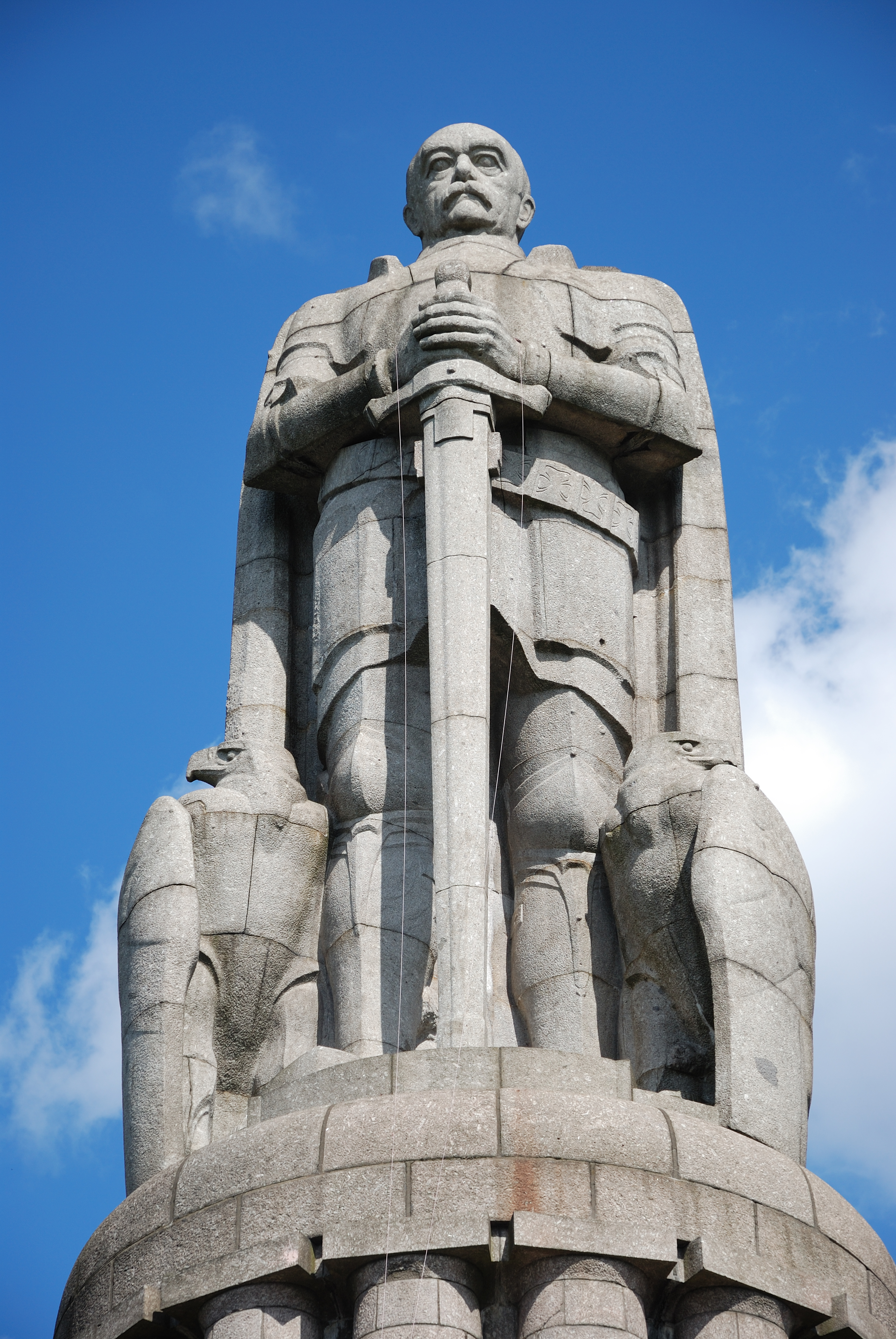
Памятник Отто фон Бисмарку. Гамбург, (1902-1906)

## Дополнения
- hugo-lederer.de